# Liberia aux Jeux olympiques d'été de 2012
Le Liberia participe aux Jeux olympiques d'été de 2012 à Londres, au Royaume-Uni, du 27 juillet au 12 août de cette même année, pour sa 12e fois à des Jeux d'été.

## Athlétisme
Les athlètes du Liberia ont jusqu'ici atteint les minima de qualification dans les épreuves d'athlétisme suivantes (pour chaque épreuve, un pays peut engager trois athlètes à condition qu'ils aient réussi chacun les minima A de qualification, un seul athlète par nation est inscrit sur la liste de départ si seuls les minima B sont réussis), :
homme
| Décathlon  | Épreuve           | Résultats     | Points | Rang |
| ---------- | ----------------- | ------------- | ------ | ---- |
| Jangy Addy | 100 m             | 10 s 89       | 885    | 12e  |
| Jangy Addy | Saut en longueur  | 6,90 m        | 790    | 25e  |
| Jangy Addy | Lancer du poids   | 14,97 m       | 788    | 8e   |
| Jangy Addy | Saut en hauteur   | 1,93 m        | 740    | 24e  |
| Jangy Addy | 400 m             | 48 s 64       | 878    | 9e   |
| Jangy Addy | 110 m haies       | 14 s 23       | 945    | 8e   |
| Jangy Addy | Lancer du disque  | 45,61 m       | 779    | 12e  |
| Jangy Addy | Saut à la perche  | 4,20 m        | 673    | 27e  |
| Jangy Addy | Lancer de javelot | 50,36 m       | 594    | 24e  |
| Jangy Addy | 1 500 m           | 5 min 08 s 14 | 514    | 24e  |
| Jangy Addy | Total             | Total         | 7586   | 23e  |

Femmes
| Athlète          | Épreuve     | Séries   | Séries | Quarts de finale | Quarts de finale | Demi-finales | Demi-finales | Finale   | Finale |
| Athlète          | Épreuve     | Résultat | Rang   | Résultat         | Rang             | Résultat     | Rang         | Résultat | Rang   |
| ---------------- | ----------- | -------- | ------ | ---------------- | ---------------- | ------------ | ------------ | -------- | ------ |
| Phobay Kutu-Akoi | 100 mètres  | 11 s 52  | 42     | NC               | NC               | NC           | NC           | NC       | NC     |
| Raasin McIntosh  | 400 m haies | 57 s 39  | 32     | NC               | NC               | NC           | NC           | NC       | NC     |

## Judo
Le Liberia a un judoka invité.
| Athlète     | Compétition           | 1/16 de finale         | 1/8 de finale       | Quarts de finale    | Demi-finales        | Repêchage 1         | Repêchage 2         | Finale              | Finale |
| Athlète     | Compétition           | Adversaire Résultat    | Adversaire Résultat | Adversaire Résultat | Adversaire Résultat | Adversaire Résultat | Adversaire Résultat | Adversaire Résultat | Rang   |
| ----------- | --------------------- | ---------------------- | ------------------- | ------------------- | ------------------- | ------------------- | ------------------- | ------------------- | ------ |
| Liva Saryee | Moins de 81 kg hommes | Safouane Attaf 000/101 | NC                  | NC                  | NC                  | NC                  | NC                  | NC                  | NC     |